# Törnstjärtar
Törnstjärtar (Aphrastura) är ett litet släkte i familjen ugnfåglar inom ordningen tättingar. Släktet omfattar endast två arter med utbredning i Sydamerika, varav den ena är akut hotad:
- Alejandroselkirktörnstjärt (A. masafuerae)
- Chiletörnstjärt (A. spinicauda)

Ytterligare en art har nyligen beskrivits, "diegoramireztörnstjärt" (A. subantarctica), men ännu inte erkänts av de ledande taxonomiska auktoriteterna.